# Georges Loinger
Georges Loinger BVO (29 tháng 8 năm 1910 – 28 tháng 12 năm 2018) là một người lính Pháp trong Thế chiến II. Trong thời gian ở Kháng chiến Pháp, ông đã giúp hàng trăm trẻ em Do Thái trốn thoát khỏi nước Pháp để đến Thụy Sĩ.

## Cuộc sống sớm và gia đình
Ông sinh ngày 29 tháng 8 năm 1910 tại Strasbourg, Pháp (khi đó là một phần của Đế quốc Đức), con của Solomon Loinger (1883-1941) và Mina Werzberg (1886–1981). Anh em họ của ông là Marcel Marceau, và cháu gái của ông là ca sĩ người Israel Yardena Arazi. Năm 1925, ông tham gia phong trào thanh niên Phục quốc Do thái Hatikvah.

## Thế chiến II
Loinger bắt đầu chiến đấu chống lại Đức Quốc xã khi bắt đầu Thế chiến II, nhưng bị bắt vào năm 1940. Ông trốn thoát khỏi trại tù binh của mình vào cuối năm đó và tham gia Kháng chiến Pháp. Ông đã giải cứu khoảng 350 trẻ em Do Thái, và giúp chúng trốn khỏi Pháp đến Thụy Sĩ, nhờ đó ông đã được trao tặng Huân chương Kháng chiến, Croix de Guerre và Bắc Đẩu bội tinh. Cho đến tháng 9 năm 1943, biên giới này được bảo vệ bởi quân đội Ý; Loinger nhớ một sĩ quan cao cấp người Ý nói riêng với anh ta rằng ông đã chấp thuận hành động của Loinger. Sau tháng 9, Đức chiếm đóng và nhiệm vụ của Loinger trở nên khó khăn hơn.